# 中瀬天祖神社
中瀬天祖神社（なかせてんそじんじゃ）は、東京都杉並区清水にある神社。

## 由緒
元々は妙正寺の朱印地内で十羅刹を祀った「十羅刹堂」があった。神体は男根状の自然石である。昔、所沢か田無周辺の人が江戸から帰る途中、急に腹痛を起こし妙正寺に担ぎ込まれた。僧侶の祈祷で腹痛は治ったが、その人が持っていた男根状の自然石を見て、「この石は霊石で、この地で祀られたいから腹痛を起こしたのだ」ということで、この石を十羅刹として祀ったという。
江戸時代までは十羅刹様などと呼ばれたが、明治時代になり神仏分離令により、妙正寺から切り離され天祖神社となった。そして井草八幡宮の境外神社にもなった。

## 境内社
- 市杵嶋神社
- 稲荷神社
- 三峯神社

## アクセス
- 西武新宿線・井荻駅より徒歩約10分
- 荻窪駅または下井草駅よりバス(関東バス　荻10系統)「妙正寺池」下車
- 拝観は無料。